# Kirche Tingelstad

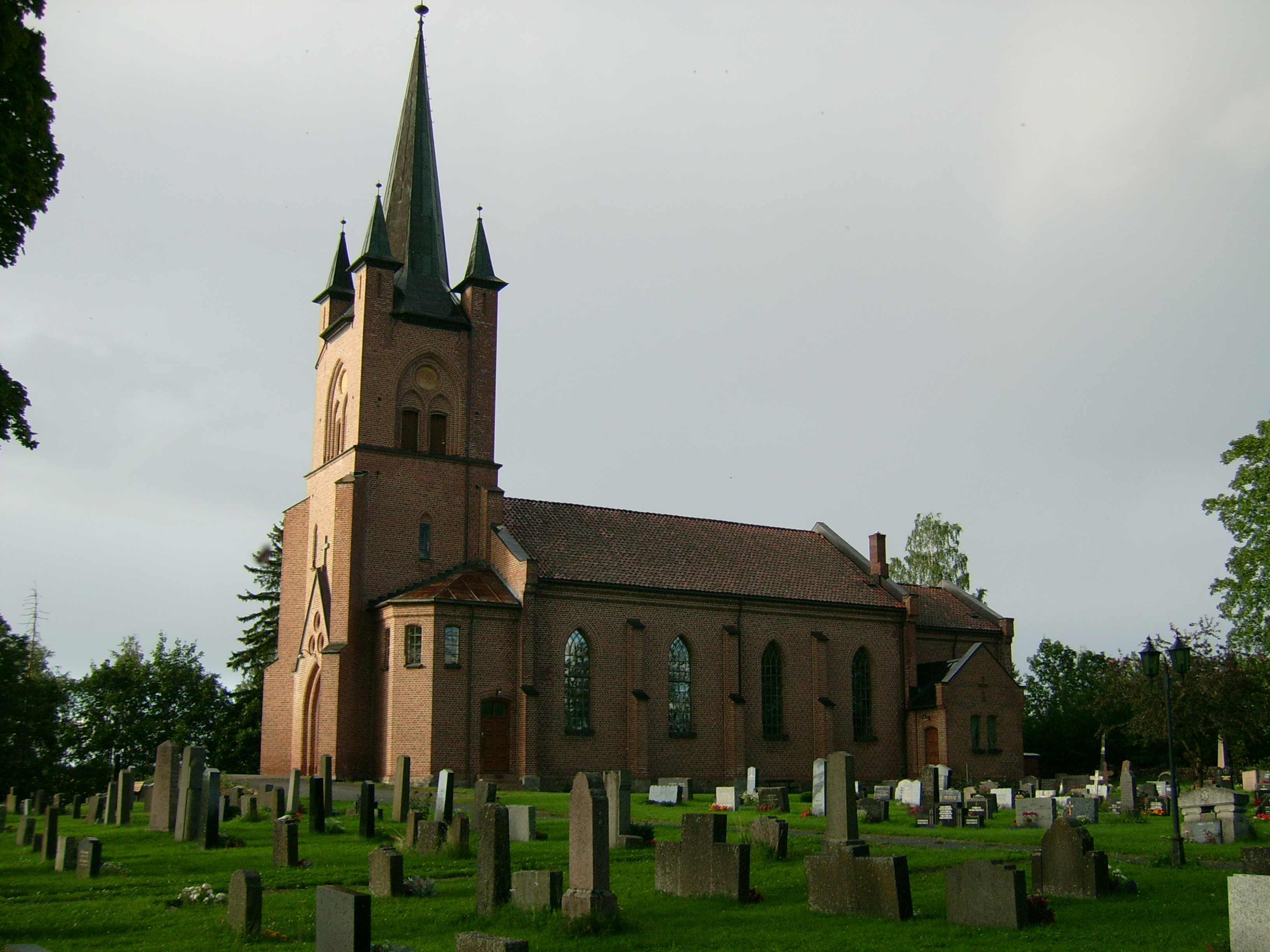
Tingelstad Kirche (Tingelstad kirke)

Die evangelisch-lutherische Kirche Tingelstad norwegisch Tingelstad kirke, neunorwegisch Tingelstad kyrkje, ist  eine Langkirche aus dem 19. Jahrhundert in Tingelstad in der Gran Kommune im Fylke Innlandet. Als Peterskirche ist sie dem Apostel Petrus geweiht und trägt daher den Namen St. Petri Kirke Tingelstad. Zur Schließung der Alten Kirche Tingelstad (Tingelstad gamle kirke), die vorher den Namen St. Petri Kirche trug, kam es aufgrund eines Gesetzes von 1851, das besagt, dass in einer Kirche mindestens Platz für 1/5 der Gläubigen eines Ortes sein muss und daher wurde beschlossen, eine neue größere Kirche in Tingelstad zu errichten. Die Tingelstad gamle kirke bot nur Platz für 100 Personen.

## Geschichte und Beschreibung
Die Kirche besteht aus roten Backstein als Langkirche im neogotischen Stil erbaut und verfügt über 750 Sitzplätze. Vor der Kirche befindet sich ein Friedhof.
Das Kirchengebäude wurde von den beiden in Norwegen lebenden deutschen Architekten Heinrich Ernst Schirmer und Wilhelm von Hanno entworfen und der Maurermeister Herrman Frang war mit dem Grundbau beauftragt. Am 5. Juli 1865 wurde der Grundstein vom Bürgermeister Amund Larsen Gulden gesetzt und am 5. Dezember 1866 wurde die fertige Kirche durch den Pfarrer der Kirchspielgemeinde (Sogneprest) Søren Brun Bugge eingeweiht. Die Baukosten der Kirche betrugen rund 9000 Speciedaler. Der erste Gottesdienst in der neuen Pfarrkirche in Tingelstad wurde am 9. Dezember 1866 (2. Sonntag im Advent) und am selben Tag fand auch die erste Beerdigung statt.
1929 wurde eine elektrische Beleuchtung in dem Kirchgebäude installiert. Die Gemeinde kaufte 1935 sich neue Bleiglasfenster, die mit Glasmalereien von Borger Haugli gestaltet wurden und die man hinter dem Altarbild eingesetzte. Am 20. Dezember 1953 wurde eine neue Orgel von Joseph Hilmar Jørgensen auf Empore eingebaut, während die man übernommene alte Orgel aus der Grinaker Stabkirche nach unten versetzte. Der mit Schieferplatten gedeckte Kirchturm wurde 1958 neu mit Kupferblech neu bedacht und die Kirche erstmals aufwendig restauriert. Das Bauwerk steht heute unter Denkmalschutz.

## Übernahmen aus der alten Grinaker Stabkirche
Die Grinaker Stabkirche (Grinaker stavkirke) in Tingelstad war eine alte Stabkirche aus dem 11. Jahrhundert und hatte ebenfalls nur 100 Sitzplätze und dadurch ebenfalls gemäß der offiziellen Reglung zu klein für den Ort, sie wurde aber im Gegensatz zur Tingelstad gamle kirke abgerissen. Nachdem es endgültig feststand das die alte Stabkirche Grinaker abgerissen werden sollte, wurde gleichzeitig beschlossen verwendbares Inventar und Material für neue Kirche von Tingelstad zu verwenden. Aus der alten Grinaker Kirche wurden die beiden Holzstatuen «Wohlstand» (Velstanden) und «Gerechtigkeit» (Rettferdigheten) geborgen und in der neuen Kirche an den Ecken des Altars aufgestellt. Ebenso wurde eine Kirchenglocke, die Orgel, zwei Kronleuchter, zwei Messing-Wandlampen-, der alte Taufstein mit Taufbecken und der silbernen Taufschalenabdeckung, Altarkelch und Patene, ein altes Christus-Bildnis, eine Kiste aus der Sakristei mit alten liturgisches Gewändern und Kaseln, einen Sessel und weiteres altes Mobiliar mitgenommen.

## Kirchenglocke
Im Geläut des Kirchturms sind zwei Glocken aufgehängt. Die neue größere Glocke wurde 1866 direkt für den Kirchenneubau gegossen. Die zweite kleinere Glocke war einer der zwei Glocken, die man aus der alten Grimaker Stabkirche übernahm. Diese Glocke wurde 1721 gegossen und war auch schon die kleinere am Geläut der Grinaker Stabkirche.
Auf den beiden Glocken finden sich folgende Inschriften wieder:
| „Du Menneskebarn Jeg Ringer Ind / En Gudelig Tanke I Dit Sin / Baade i Sorg og I Glæde. Jeg Ringer For Brude, Jeg Ringer for Lig. Jeg Ringer Guds Sjele Til Himmerig. Jeg Ringer til Alle Ver Rede. Bekostet af Tingelstad Sogns Menighet 1866 Da Halvor Olsen Folkestad Var Biskop I Hamar Stift, Søren Brun Bugge Prost Og Sogneprest I Gran Og Christian August Lütken Residerende Cappelan. Støpt av A. Holte Paa Toten“ – Inschrift auf der neuen Glocke der Tingelstad Kirche | „Grinagers Kiercke Tilhørende Da de Grave Amstelodami Anno Domini 1721 Me fecit Jan Albert de Grave Amstelodami Anno Domini 1721“ – Inschrift auf der Glocke der alten Grinaker Stabkirche Glocke |